# Димитрије Петровић
Димитрије Мита Петровић (Београд, 6. септембар 1852 – Београд, 9. април 1911), српски историчар и просветни радник. Био је отац сликарке Надежде Петровић и песника Растка Петровића.

## Биографија
Димитрије Мита Петровић рођен је 6. септембра 1852. у Београду, у имућној трговачкој породици. Његов отац, хаџи-Максим Петровић, родом из Рађевине, био је имућан винарски трговац на Палилули. Мајка, Марта Чалманац, била је родом из Земуна. Након завршене основне школе, три године је приватно учио сликање код тада чувеног сликара Стевана Тодоровића, завршивши за то време два разреда гимназије и један (трећи) разред такозване реалке у Београду. Са свега 17 година ступио је у државну службу као учитељ цртања и лепог писања у тек отвореној гимназији у Чачку, школске 1869/70. године. Тамо је упознао младу учитељицу Милеву Зорић из Титела, сестричину Светозара Милетића, са којом је 1870. ступио у брак. Као војник Чачанске бригаде I класе учествовао је у Српско-турским ратовима 1876-1878. године. Године 1884. напустио је просветну службу и вратио се у Београд, где се запослио у министарству финансија. У служби је напредовао све до председника пореске управе, а 1898/99. изабран је за посланика Народне скупштине која је заседала у Нишу. Године 1903. пензионисан је по налогу краља Александра Обреновића из политичких разлога, пошто је одбио да као историчар доказује високо порекло краљице Драге. Након пензионисања посветио се писању историје кнежевине Србије од 1815. до 1842, као и успомена из ратова са Турцима 1876-1878. Умро је у Београду 9. априла 1911. Супруга Милева умрла је годину дана касније.

## Породица
Са супругом Милевом имао је деветоро децеː
- Надежда (1873-1915), студирала сликарство у Минхену и Паризу, професорка Више женске школе у Београду. Умрла као добровољна болничарка у Ваљеву.
- Милица Мишковић (1876-1967), песникиња.
- Владимир (1880-1915), борио се као добровољац у Балканским ратовима, погинуо при повлачењу преко Албаније.
- Зора (1882-1949), посветила се одгајању Драге и Растка после смрти родитеља.
- Јела (1883-1943), студирала музику.
- Анђелија (1884-1914), вршила дужност секретара свога оца, дописивала се са Лавом Толстојем током анексионе кризе 1908.
- Љубица Луковић-Петровић (1885-1979), студирала музику у Минхену, Прагу и Паризу. Као последњи члан породице поклонила је очеве рукописе Архиву Србије 1977. године. У њеној кући налази се Меморијални музеј Надежде и Растка Петровића.
- Драга (1895-1915), студенткиња медицине, умрла у Немачкој током рата.
- Растко (1898-1949), завршио права у Паризу, песник.

## Дела
Обимно дело Финансије и установе обновљене Србије до 1842 у осам књига са око 9.000 рукописних страница, писано од 1879. до 1897. Објављене су само прве три књиге (у државној штампарији у Београду 1897, 1898. и 1899. године, уз поновљено издање прве књиге 1901), док су преосталих пет остале у рукопису. Рукописи су пропали у бомбардовању Београда 6. априла 1941, када је срушена породична кућа Петровића у Ратарској улици број 32.
Његово најважније дело јесу Ратне белешке са Јавора и Топлице 1876, 1877. и 1878. Ово дело је важан примарни извор за Српско-турске ратове 1876-1878, у којима је Мита Петровић учествовао као борац српске народне војске у инжињерији Чачанске бригаде I класе. Дело је после пишчеве смрти остало у рукописуː прва свеска објављена је тек 1955. године, а друга 1979. године.